# NGC 7330
NGC 7330 is een elliptisch sterrenstelsel in het sterrenbeeld Hagedis. Het hemelobject werd op 26 juli 1870 ontdekt door de Franse astronoom Édouard Jean-Marie Stephan.

## Synoniemen
- UGC 12111
- MCG 6-49-46
- ZWG 514.67
- PGC 69314